# Medagliere dei Giochi della XXIV Olimpiade
Il medagliere dei Giochi della XXIV Olimpiade è una lista che riporta il numero di medaglie ottenute dai comitati olimpici nazionali presenti ai Giochi olimpici di Seul 1988, i ventiquattresimi dell'era moderna, che si sono svolti a Parigi dal 17 settembre al 2 ottobre 1988. Un totale di 8 453 atleti, provenienti da 159 nazioni, hanno partecipato a 237 diversi eventi sportivi, relativi a trentuno sport.

## Medagliere
Paese ospitante
| Pos.   | Paese                   | Oro | Argento | Bronzo | Totale |
| ------ | ----------------------- | --- | ------- | ------ | ------ |
| 1      | Unione Sovietica        | 55  | 31      | 46     | 132    |
| 2      | Germania Est            | 37  | 35      | 30     | 102    |
| 3      | Stati Uniti             | 36  | 31      | 27     | 94     |
| 4      | Corea del Sud           | 12  | 10      | 11     | 33     |
| 5      | Germania Ovest          | 11  | 14      | 15     | 40     |
| 6      | Ungheria                | 11  | 6       | 6      | 23     |
| 7      | Bulgaria                | 10  | 12      | 13     | 35     |
| 8      | Romania                 | 7   | 11      | 6      | 24     |
| 9      | Francia                 | 6   | 4       | 6      | 16     |
| 10     | Italia                  | 6   | 4       | 4      | 14     |
| 11     | Cina                    | 5   | 11      | 12     | 28     |
| 12     | Regno Unito             | 5   | 10      | 9      | 24     |
| 13     | Kenya                   | 5   | 2       | 2      | 9      |
| 14     | Giappone                | 4   | 3       | 7      | 14     |
| 15     | Australia               | 3   | 6       | 5      | 14     |
| 16     | Jugoslavia              | 3   | 4       | 5      | 12     |
| 17     | Cecoslovacchia          | 3   | 3       | 2      | 7      |
| 18     | Nuova Zelanda           | 3   | 2       | 8      | 13     |
| 19     | Canada                  | 3   | 2       | 5      | 10     |
| 20     | Polonia                 | 2   | 5       | 9      | 16     |
| 21     | Norvegia                | 2   | 3       | 0      | 5      |
| 22     | Paesi Bassi             | 2   | 2       | 5      | 9      |
| 23     | Danimarca               | 2   | 1       | 1      | 4      |
| 24     | Brasile                 | 1   | 2       | 3      | 6      |
| 25     | Finlandia               | 1   | 1       | 2      | 4      |
| 25     | Spagna                  | 1   | 1       | 2      | 4      |
| 27     | Turchia                 | 1   | 1       | 0      | 2      |
| 28     | Marocco                 | 1   | 0       | 2      | 3      |
| 29     | Austria                 | 1   | 0       | 0      | 1      |
| 29     | Portogallo              | 1   | 0       | 0      | 1      |
| 29     | Suriname                | 1   | 0       | 0      | 1      |
| 32     | Svezia                  | 0   | 4       | 7      | 11     |
| 33     | Svizzera                | 0   | 2       | 2      | 4      |
| 34     | Giamaica                | 0   | 2       | 0      | 2      |
| 35     | Argentina               | 0   | 1       | 1      | 2      |
| 36     | Cile                    | 0   | 1       | 0      | 1      |
| 36     | Costa Rica              | 0   | 1       | 0      | 1      |
| 36     | Indonesia               | 0   | 1       | 0      | 1      |
| 36     | Iran                    | 0   | 1       | 0      | 1      |
| 36     | Antille Olandesi        | 0   | 1       | 0      | 1      |
| 36     | Perù                    | 0   | 1       | 0      | 1      |
| 36     | Senegal                 | 0   | 1       | 0      | 1      |
| 36     | Isole Vergini Americane | 0   | 1       | 0      | 1      |
| 44     | Belgio                  | 0   | 0       | 2      | 2      |
| 44     | Messico                 | 0   | 0       | 2      | 2      |
| 46     | Colombia                | 0   | 0       | 1      | 1      |
| 46     | Gibuti                  | 0   | 0       | 1      | 1      |
| 46     | Grecia                  | 0   | 0       | 1      | 1      |
| 46     | Mongolia                | 0   | 0       | 1      | 1      |
| 46     | Pakistan                | 0   | 0       | 1      | 1      |
| 46     | Filippine               | 0   | 0       | 1      | 1      |
| 46     | Thailandia              | 0   | 0       | 1      | 1      |
| Totale | Totale                  | 241 | 234     | 164    | 739    |

## Medaglie revocate per doping
Il medagliere ha subito diverse modifiche a causa di atleti finiti a medaglia e poi risultati positivi ai successivi controlli antidoping:
- Nella categoria dei pesi gallo del sollevamento pesi la medaglia d'oro il bulgaro Mitko Grablev risulta positivo al furosemide, la medaglia d'oro viene così assegnata al sovietico Oksen Mirzoyan, l'argento al cinese He Yingqiang ed il bronzo al connazionale Liu Shoubin;
- Il pesista bulgaro Angel Genchev, vincitore della categoria dei pesi leggeri, viene a sua volta trovato positivo al furosemide, il nuovo podio vedrà al primo posto Joachim Kunz della Germania Est, Israel Militosyan dell'Unione Sovietica e Li Jinhe della Cina[2];
- Tre giorni dopo la finale dei 100 metri piani maschili con conseguente record del mondo, viene resa nota la positività allo stanozololo del vincitore Ben Johnson, l'oro passa allo statunitense Carl Lewis, l'argento al connazionale di Johnson Linford Christie ed il bronzo all'altro americano Calvin Smith[3];
- Ancora nel sollevamento pesi, la positività allo stanozololo dell'ungherese Andor Szanyi porta alla promozione al secondo posto del rumeno Nicu Vlad ed al terzo del pesista della Germania Ovest Peter Immesberger[4][5];
- Il judoka britannico Kerrith Brown, vincitore del bronzo nei 71 kg nel judo, positivo al furosemide, viene squalificato e la medaglia riassegnata allo statunitense Mike Swain che aveva battuto nella finale del tabellone dei ripescaggi.

Di seguito il riepilogo delle medaglie ritirate e riassegnate per nazione:
| Paese            | Oro | Argento | Bronzo | Variazione |
| ---------------- | --- | ------- | ------ | ---------- |
| Bulgaria         | −2  | 0       | 0      | −2         |
| Canada           | −1  | 0       | 0      | −1         |
| Cina             | 0   | +1      | +1     | +2         |
| Germania Est     | +1  | −1      | 0      | 0          |
| Germania Ovest   | 0   | 0       | +1     | +1         |
| Regno Unito      | 0   | +1      | −1     | 0          |
| Romania          | 0   | +1      | −1     | 0          |
| Stati Uniti      | +1  | −1      | +1     | +1         |
| Ungheria         | 0   | −1      | 0      | −1         |
| Unione Sovietica | +1  | 0       | −1     | 0          |